# 변월수 사건
변월수 사건(卞月洙事件)은 1988년 9월 10일 가정 주부 변월수(卞月洙, 여성, 당시 32세)가 귀가를 하던 도중 자신을 골목길로 끌고가 강제로 키스하는 남성의 혀를 깨물어 절단한 사건이다. 이 사건은 영화 《단지 그대가 여자라는 이유만으로》로도 만들어졌다.

## 사건 개요
갑(남성, 당시 무직)과 을(남성, 당시 대학생)은 서로 공모하여 인적이 드문 심야에 귀가하던 변월수에게 달려들어 갑은 그녀의 오른팔을 잡고 을은 왼팔을 잡아 어두운 골목으로 끌고 들어갔다. 갑은 변월수를 쓰러뜨리고 그녀의 음부를 만지며, 반항하는 변월수의 옆구리를 차고 강제로 키스를 하였다. 이에 변월수는 자신을 방어하기 위해 엉겁결에 갑의 혀를 깨물었으며 갑의 혀의 일부가 절단되었다.

## 판결
갑은 변월수를 혀를 절단하였다는 이유로 고소하였으며 검찰은 과잉방위는 이유로 1년을 구형하였다. 갑은 을과 함께 다른 친구의 집에서 술을 마시고 놀다가 귀하던 도중 길바닥에 앉아 있던 변월수가 갑에게 매달려 어떤 식당으로 데려다 달라고 부탁하여 그녀를 부축하여 골목길로 들어갔다고 진술하였으며, 부축하면서 몸이 밀착하여 술김에 호기심으로 그녀에게 키스하였다고 주장하였다. 을은 땅바닥에 앉아 있는 변월수를 보고 그냥 지나가자고 하였으나 갑이 그녀를 부축하여 골목길로 들어 갔고 자신은 2, 3미터 정도 떨어져 걸어갔다고 주장하였다. 제1심 재판부인 대구지방법원 안동지원은 갑과 을의 주장을 인정하여 변월수에게 징역 6개월 집행유예 1년을 선고하였다.
그러나 항소심 재판부인 대구고등법원은 갑과 을의 주장이 일관되지 않고 모순이 있다하여 인정하지 않고 변월수의 주장을 인정하여 원심을 파기하고 갑에게 징역 2년 6월 집행유예 4년을 선고하였다. 대법원도 변월수의 정당방위를 인정하여 검사와 을의 상고를 기각하였다.

## 영향
가해자의 변호인은 변월수가 당시에 술을 마셨고, 동서와 불화가 있었다고 주장하여 변월수를 부도덕한 여자로 몰아세웠다. 또한 검사는 폭행 당시 행위의 순서가 진술할 때마다 바뀐다며 변월수에게 호통을 쳤다. 여성계에서는 이 사건에 대하여 "피해자가 죄인으로 취급되는 성폭력 재판의 전형적인 모습"이라고 평가하였다. 이 사건은 《단지 그대가 여자라는 이유만으로》라는 영화로 제작되었다.

## 같이 보기
- 최말자 사건